# Reinøya
Reinøya es una isla del municipio de Karlsøy en Troms, Noruega. Se ubica al este de la isla de Ringvassøya, y al norte de Karlsøya. El fiordo de Ullsfjorden se extiende por la costa este.  
El sur de la isla perteneció al municipio de Tromsø hasta el 2008, cuando fue transferida a Karlsøy. El túnel submarino de Langsund conectará la isla con la de Ringvassøya. Se espera que esté terminado en 2019.